# Sargamysz
Sargamysz (ros. Саргамыш; baszk. Һарғамыш, Harğamış) – wieś (dieriewnia) w Rosji, w rejonie saławatskim Baszkortostanu. W 2010 liczyła 256 mieszkańców.